# Chicas malas (canción)
«Chicas malas» es una canción de la cantante Mónica Naranjo producida por ella misma junto a Bruno Zucchetti, Alfredo Golino, Giulia Fasolino y Cristóbal Sansano, incluida en el año 2001 en el cuarto álbum de estudio de la cantante, Chicas malas. La versión en inglés incluida en Bad Girls fue titulada "Bad Girls".
En 2001 "Chicas malas" fue lanzada en España como el primer sencillo de Chicas malas.
Los remixes corrieron a cargo de David Ferrero y Pedro del Moral, Wally López y Dr. Kucho y el británico Gerald Elms.

## Créditos
- Voz principal: Mónica Naranjo
- Compuesta por: Giulia Fasolino, Anna Gotti, Bruno Zucchetti y Mónica Naranjo
- Adaptada por: Manny Benito
- Producida por: Bruno Zucchetti, Alfredo Golino, Giulia Fasolino, Cristóbal Sansano y Mónica Naranjo para Divine Music Productions
- Arreglada por: Bruno Zucchetti, Alfredo Golino y Giulia Fasolino
- Teclados y programación por: Bruno Zucchetti.
- Guitarra por: Massimo ‘Gogo’ Ghidelli.
- Coros por: Mónica Naranjo, Giulia Fasolino, Emanuela Cortesi y Sheilah Cuffy
- Grabada en 2001 por: Marc Blanes, Dario Caglioni y Jordi Buch, asistidos por Jordi Mora en Casablanca Studios, Barcelona (España); Touch Studios, Londres (Reino Unido); Zanfonia Studios, Barcelona (España); Aurha Recording Studios, Barcelona (España) y Music Lan Recording Studios, Gerona (España)
- Mezclada por: Joan Trayter y Cristóbal Sansano en Music Lan Recording Studios, Gerona (España)

## Versiones y remixes

### Estudio
- Versión Español — 03:53
- Versión Inglés- 03:53

### Remixes
- Ferrero y Del Moral Single Remix — 4:15
- Ferrero y Del Moral Album Remix Version — 5:26
- N.Y. Remix Spanish Version — 3:48
- N.Y. Remix English Version — 3:50
- Wally López & Dr. Kucho Weekend Remix - 6:18
- La Fabrique Du Son Weekend Remix - 8:49
- La Fabrique Du Son Weekend Remix English Version - 8:49

## Formatos
| Promo CD-Single (SAMPCS 10434) 1. "Chicas Malas" [Album Version] — 3:53 Promo Remixes-CD (CDP 14576) 1. "Chicas Malas" [Ferrero y Del Moral Single Remix] — 4:15 2. "Chicas Malas" [N.Y. Remix Spanish Version] — 3:48 3. "Chicas Malas" [Ferrero y Del Moral Album Remix Version] — 5:26 4. "Chicas Malas" [Wally López & Dr. Kucho Weekend Remix] — 6:18 5. "Bad Girls" [N.Y. Remix Version] — 3:50 6. "Chicas Malas" [La Fabrique Du Son Weekend Remix] — 8:49 7. "Chicas Malas" [Album Version] — 3:53 | Remixes Maxi-CD (EPC 671755 2) 1. "Chicas Malas" [Ferrero y Del Moral Single Remix] — 4:15 2. "Chicas Malas" [N.Y. Remix Spanish Version] — 3:48 3. "Chicas Malas" [Ferrero y Del Moral Album Remix Version] — 5:26 4. "Chicas Malas" [Wally López & Dr. Kucho Weekend Remix] — 6:18 5. "Bad Girls" [N.Y. Remix Version] — 3:50 6. "Chicas Malas" [La Fabrique Du Son Weekend Remix] — 8:49 7. "Chicas Malas" [Album Version] — 3:53 8. "No Voy A Llorar" [Album Version] — 4:00 Vinilo (EPC 671755 6) 1. "Chicas Malas" [Wally López & Dr. Kucho Weekend Remix] — 6:18 2. "Chicas Malas" [La Fabrique Du Son Weekend Remix] — 8:49 |

## Trayectoria en las listas
| Posición | 4 | 3 | 5 | 4 | 6 | 7 | 15 | 13 |

| Ventas | 3794 | 2000 | 5794 |